# Santa María Visitación
Santa María Visitación è un comune del Guatemala facente parte del dipartimento di Sololá.